# Трновски устанак (1598)
Први трновски устанак је био устанак против османске власти у некадашњем главном граду Бугарске, Трнову. Избио је 1598. године, а завршен је неуспешно. У средишту овог устанка била је шпијунска мрежа дубровачких трговаца у бугарским земљама, који су били Срби католици.

## Историја
Трновски устанак организовале су верске вође, трговци и угледне личности, међу којима су били и трновски архиепископ Дионис Ралис, племић Теодор Балина из Никопоља, као и локални трговац из Дубровника, Павле Ђорђић и браћа Соркочевић, са бискупима Теофаном из Ловеча, Јеремијом из Русе, Спиридоном Шуменским и Методијем Тракијским. Ђорђић је успоставио односе са Хабзбурговцима, трансилванијским и влашким владарима, а договор и план устанка склопљени су у Бечу 1597. године. Устанак се одвијао истовремено са Тринаестогодишњим ратом (1593-1606), што је знатно допринело моралу устаника. Неколико година раније Срби су подигли неуспешан устанак у Банату. Инвазија влашких снага под Михаилом Храбрим на северне бугарске земље (јесен 1598.) обезбедила је добре услове за отпочињање устанка. Хришћанска војска требало је да сарађује са устаницима. Потомак средњовековне бугарске династије Шишман проглашен је царем (као Шишман III), а Трново је накратко ослобођено. Тамо се окупило око 12.000 људи. Османске власти реаговале су одлучно. Заузеле су град користећи регуларну војску, чиме је устанак брутално угушен. Последица устанка је бекство око 16.000 устаника који су се склонили преко Дунава у Влашку и тамо основали бугарску заједницу.